# Lagarto (personaje)
El Lagarto (Dr. Curtis «Curt» Connors) (inglés: Lizard) es un supervillano que aparece en los cómics estadounidenses publicados por Marvel Comics. Creado por Stan Lee y Steve Ditko, apareció por primera vez en The Amazing Spider-Man # 6 (noviembre de 1963) como enemigo de Spider-Man. Si bien el personaje ha conservado este papel durante la mayoría de sus apariciones posteriores, también ha sido retratado como un antihéroe trágico y aliado ocasional de Spider-Man. Connors es a veces un aliado de Spider-Man como él mismo, y no necesariamente como su alter ego.
En la versión original de la historia, El Doctor Connors era un genetista que investigaba la capacidad de ciertos reptiles para volver a crecer extremidades faltantes. Desarrolló un suero a base de ADN del lagarto que permitiría a los humanos hacer lo mismo y lo probó en sí mismo, con la esperanza de recuperar el brazo derecho que le faltaba; en cambio, se transformó en un lagarto antropomórfico salvaje. Aunque Spider-Man fue capaz de deshacer la transformación, el Lagarto seguía siendo parte del subconsciente del Doctor Connors y resurgiría una y otra vez; a menudo conservando la inteligencia de Connors e intentando reemplazar a la humanidad con una raza de criaturas reptiles como él. Muchas historias que presentan al Lagarto tratan sobre los efectos que tiene en la vida y la psique del Doctor Connors, ya que este último vive con el temor constante de que el Lagarto algún día se apodere de su cuerpo de forma completa e irreversible. Debido a esto, trabaja incansablemente para encontrar una cura permanente para su personalidad alternativa, para gran preocupación de su esposa Martha Connors y su hijo Billy, pero también contrasta marcadamente con otros enemigos de Spider-Man que a menudo se enorgullecen de sus poderes y los usan deliberadamente de manera irresponsable.
El personaje ha aparecido en numerosas adaptaciones de Spider-Man, incluidas películas, series animadas y videojuegos. El Doctor Connors fue interpretado por Dylan Baker en Spider-Man 2 (2004) y Spider-Man 3 (2007), y su alter ego Lagarto fue interpretado por Rhys Ifans en The Amazing Spider-Man (2012) y volverá a interpretar por última vez en el papel en la película del  Universo Cinematográfico de Marvel para Spider-Man: No Way Home (2021). En 2009, El Lagarto se clasificó en el lugar 62 de los principales villanos de historieta de todos los tiempos, según IGN.

## Historial de publicaciones
El Lagarto apareció por primera vez en The Amazing Spider-Man # 6 (noviembre de 1963), y fue creado por Stan Lee y Steve Ditko.

## Biografía ficticia

### Origen
Curtis "Curt" Connors nació en Coral Gables, Florida. Fue un cirujano dotado que se alistó en el ejército de los EE. UU. Realizó una cirugía de emergencia en el campo de batalla de soldados heridos. Sin embargo, su brazo derecho fue terriblemente herido en un estallido durante la guerra, lo que resultó en su amputación.
Después de su regreso a la vida civil como técnico de investigación, Connors se obsesionó con descubrir los secretos de la regeneración de las extremidades reptilianas. Trabajando desde su casa en los Everglades de Florida –con la ayuda de su compañero de guerra Ted Sallis–, finalmente desarrolló un suero experimental tomado de ADN de reptil. El suero volvió a generar con éxito la extremidad faltante de un conejo, por lo que Connors decidió probar el suero en sí mismo. Ingirió la fórmula y su brazo desaparecido efectivamente volvió a crecer.
Sin embargo, la fórmula tenía un efecto secundario. Posteriormente, Connors se transformó en un monstruo humanoide reptil. El Hombre-Araña descubrió esta situación durante un viaje a Florida para investigar los informes de los periódicos del Lagarto después de que su empleador, el diario «El Clarín», lo desafiara. Después de descubrir la verdadera identidad y origen del Lagarto, el Araña usó las notas de Connors para crear un antídoto que lo devolviese a su forma y mentalidad humanas. Otro intento de desarrollar este suero para un uso seguro nuevamente dio como resultado que Connors se transformara en el Lagarto, pero en esta ocasión se salvó gracias a su antiguo colega el Profesor Charles Xavier y su primer equipo de los Hombres X: Bestia y Ángel, rastreando al Lagarto en los pantanos para que El Hombre de Hielo pudiese enviarlo a la hibernación el tiempo suficiente para desarrollar una cura.

### La vida en Nueva York
Más tarde, Curt Connors se trasladó a Nueva York. Fue capaz de pagar al Hombre-Araña desarrollando una fórmula para salvar la vida de May Parker después de que Peter Parker le hubiera dado a su tía, su sangre radiactiva durante una transfusión, sin querer ponerla en peligro mortal. Más tarde quedó claro que el éxito de la cura aparente de Connors a partir de la personalidad de Lagarto fue efímero. Se produjo un patrón repetitivo, según el cual, con estrés o una reacción química, seguida de luchas contra el Hombre-Araña, Connors se transformaba en el Lagarto. Finalmente formó una especie de cura temporal para revertir la transformación hasta una siguiente vez. Se había formado una segunda personalidad con Lagarto, con el objetivo compartido por muchos villanos de conquistar el mundo. El Lagarto imaginó un mundo donde todos los humanos se habían transformado (o reemplazado) en súper-reptiles como él. A pesar del odio general del Lagarto hacia los humanos, a menudo se mostró reacio a dañar a su esposa Martha o a su pequeño hijo Billy.
Como Connors, ayudó al Hombre-Araña a derrotar a Rhino, desarrollando una fórmula para disolver la piel a prueba de balas del villano del cuerno, pero accidentalmente se transformó en el Lagarto debido a la exposición a los productos químicos necesarios para crear la fórmula y fue restaurado por el Hombre-Araña. Connors fue secuestrado y forzado a crear un suero de rejuvenecimiento para Mecha de Plata. Sin embargo, el estrés provocó que Connors se transformara. Bajo su forma reptiliana, luchó contra el Hombre-Araña y la Antorcha Humana, para luego ser devuelto a la normalidad por el arácnido.
Durante otro encuentro con el Araña, después de que los intentos de Peter por quitarle sus poderes le provocaran la creación de cuatro brazos extra, un mordisco de Morbius dotó al Lagarto de la personalidad de Connors a través de la infección de una extraña enzima. Connors luego sintetizó un antídoto para él y el Araña, usando la enzima de Morbius. Curt Connors más tarde ayudó al arácnido, Ka-Zar y Pantera Negra contra Stegron. Después de la aparente muerte del Chacal, el Dr. Connors determinó que el Hombre-Araña no era un clon. Más tarde, el Lagarto luchó contra Stegron y el Hombre-Araña, luego de que Stegron secuestrara a Billy Connors. Durante un tiempo, Peter Parker trabajó como asistente de enseñanza para el doctor en la Universidad Empire State, aunque Connors no tenía idea de que Peter en realidad era el Hombre-Araña.
Durante la primera de Secret Wars, el Lagarto se negó a participar en cualquier lado del conflicto. Aunque fue capturado por el Beyonder junto con otros villanos, se separó del grupo principal después de la primera batalla para establecerse en un pantano, donde se hizo amigo de la Avispa, que lo había ayudado a tratar una lesión que sufrió en la primera batalla. Después de que el Lagarto fue destruido por la magia de la Encantadora, él revirtió a la forma humana. Después del regreso de Connors de este evento, su esposa se llevó a su hijo Billy y se separó de Curt. El Lagarto aparentemente había sido afectado por la teletransportación interdimensional de modo que la mente de Connors presidió el Lagarto y luchó contra el Búho junto al Hombre-Araña. Sin embargo, la actividad mística durante la crisis de Inferno una vez más trajo la naturaleza bestial de la lagartija a la delantera, y el arácnido lo curó de nuevo.

### De la década de 1990 hasta Guerra Civil de 2007
Connors luego trató de enderezar su vida y controlar al Lagarto, con cierto grado de éxito. Esto terminó cuando la villana Calipso usó su magia vudú para tomar el control del Lagarto (durante la historia del Tormento) para sus propios fines, reduciéndolo a un estado salvaje sin sentido. Después de una serie de batallas sangrientas, el Lagarto y Calipso fueron derrotados por el Hombre-Araña, quien supuso que había perecido bajo el hechizo de Calipso. Connors una vez más obtuvo el control de la mente y el cuerpo del Lagarto, aunque era muy débil. Curt llevó a cabo un plan para curarse a sí mismo temporalmente, después de lo cual se sometió voluntariamente a la prisión de supervillanos: la Bóveda. Cuando Calipso forzó la transformación e intentó controlar al Lagarto una vez más, la criatura la mató y escapó de la Bóveda. Después de este escape, el Lagarto cayó en un pozo de arenas movedizas durante una batalla con el Araña y la cazarrecompensas Warrant, y se le creyó entonces muerto.
Más tarde, apareció un enorme Lagarto bestial, poco después de que llamaran a Connors para investigar la repentina enfermedad de Peter Parker (el resultado de los poderes arácnidos perdidos recientemente de Peter). El Hombre-Araña (Ben Reilly) se dio cuenta de que no sólo había sobrevivido al Lagarto, sino que luego reveló que su nueva y monstruosa transformación parecía ser permanente y que la personalidad de Curt Connors parecía completamente perdida. Sin embargo, cuando este salvaje Lagarto más tarde se encontró inesperadamente con el propio Dr. Connors mientras Connors estaba ayudando a Peter, Curt se convirtió en el verdadero Lagarto una vez más, salvando a su familia al matar al «clon de lagarto». Se reveló que el clon de Lagarto fue un accidente científico resultante de una fórmula experimental que se estaba probando en una pieza de la cola original de Lagarto, que luego había crecido hasta convertirse en una segunda criatura totalmente formada.
Aunque se reunieron después de la aparente muerte de Curt, Martha y Billy fueron diagnosticados con cáncer después de haber estado expuestos a carcinógenos debido a que vivían cerca de un laboratorio industrial en Florida. El Hombre-Araña ayudó a Curt a forzar a Monnano, el dueño del laboratorio, a admitir su culpabilidad, pero Martha murió a causa de su cáncer. Billy se recuperó pero se mantuvo amargado con su padre. La culpa y la ira internalizada de Curt lo llevaron a convertirse en el Lagarto una vez más, y una vez humano, Curt intentó robar en un banco para que lo enviaran a prisión. Después de un término de corta duración, Connors fue lanzado y cambiado al Lagarto una vez más, esta vez debido a un esquema de Norman Osborn para formar los Doce Siniestros.para matar al Hombre-Araña. Los Siniestros fueron derrotados y capturados por las fuerzas combinadas de Diabólico, Los 4 Fantásticos y Los Vengadores.
El Lagarto resurgió para enfrentar al Hombre-Araña con la ayuda de Billy Connors, quien fue transformado en un adolescente Lagarto por su padre. Tanto el Lagarto y su hijo fueron capturados y revirtieron. La capacidad de transformación de Billy ha sido ignorada por los guionistas desde entonces. Un nuevo equipo de Seis Siniestros, incluido el nuevo miembro Lagarto, apareció durante los súperheroes de Guerra Civil, pero fue detenido por el Capitán América y sus Vengadores Secretos.
Después de Guerra Civil, Curt Connors ayudó al Hombre-Araña a desarrollar una cura para las víctimas de Mister Hyde, quienes fueron mutados con versiones inestables de los poderes del Hombre-Araña. El Dr. Connors también ha monitoreado el progreso del héroe Komodo, una estudiante graduada que robó una muestra de la fórmula de Lagarto de Connors. Ella modificó la fórmula de su propio ADN para volver a crecer las piernas que le faltaban y para dotarse de poderes de reptil.

### Un Nuevo Día (2008) y más allá
El doctor Curt Connors apareció en el argumento de Un Nuevo Día, de 2008, donde experimentó con células madre de animales y también ayudó a la especialista forense Carlie Cooper. El nuevo villano Fenómeno (la tercera versión) confundió el experimento de células madre de Connors con drogas. Connors ayudó al Hombre-Araña a vencer a Freak durante su segundo encuentro.
Durante los eventos de The Gauntlet, el doctor Curt Connors trabajó para la compañía farmacéutica Phelcorp bajo el ejecutivo Brian King. Connors perdió la custodia de su hijo, Billy. La persona del Lagarto intentó incitar a Connors para que le diese control de personalidad, y se los cedió cuando su asistente dormía con Rey. Cuando él cambió, el Lagarto devoró al Rey. Peter Parker decidió proteger a Billy y se dirigíó a la casa de sus padres adoptivos, donde se dio cuenta de que Billy había sido secuestrado y sus nuevos padres fueron tomados como rehenes por Ana Kravinoff. Ana había dejado a Billy en un callejón, donde el Lagarto lo devoró, destruyendo la personalidad de Connors temporalmente. El crimen hizo que el Lagarto adquiera una nueva forma, con un físico más delgado, cabello castaño largo, púas en el antebrazo derecho, inteligencia humana y la capacidad telepática para comunicarse con la subdesarrollada «parte de lagarto» del cerebro humano; demuestra la última habilidad al hipnotizar a Spider-Man para que piense que tiene una presa que acecha, lo que hace que el superhéroe se vaya. Operando desde las alcantarillas, el Lagarto hipnotiza a varias personas para que tomen lo que quieren. Lejos del Lagarto, el Hombre-Araña ingirió la fórmula supresora de lagartos de Connors, lo que lo volvió inmune a los poderes de control mental del Lagarto. Lo combatió entonces y le inyectó algo de la fórmula, revelando que lamentaba lo que había hecho: la psique de Connors todavía estaba en el cuerpo del Lagarto. El Lagarto desapareció después de la pelea.
Durante El origen de las especies, el Lagarto se unió al equipo de supervillanos del Doctor Pulpo y robó al bebé de Amenaza. Mientras el Pulpo y el Hombre-Arañap eleaban dentro de la guarida del Lagarto, el Lagarto primero atacaóa l Araña pero luego regresaócon gusto al bebé. ÉRevelóque ya thabíautomado na muestra de sangre del bebé y descubrió que Norman Osborn no esrael padre; por lo tanto, el bebé ele resultaba nútil, para él y para todos los villanos. El DPulpo enojado por el hipnotismo del Lagarto que obstruyía su intelecto, lo atacó mientras el Hombre-Araña se escapaba con el bebé. Tanto el Doctor Pulpo como el Lagarto sobrevivirían a esta pelea.
Poco tiempo después, mientras investigaban secuestros en Nueva York, los Hombres X se encontraban trabajando con el Hombre-Araña después de descubrir que el secuestrador era el Lagarto, quien había convertido a las víctimas en lagartos, mientras mantenía su control sobre la ciudadanía vuelta reptil. Los X y el Araña descubrieron que Lagarto estaba siendo usado por la Bestia Oscura, quien le había dado al Lagarto sus habilidades de «cambio de reptil» usando una máquina. Durante la batalla, Lagarto mutó a Gambito, Tormenta y Wolverine en humanoides-lagarto, Emma Frost y el Hombre-Araña escaparon de los efectos de la máquina y liberaron al Lagarto, utilizándolo posteriormente para derrotar a la Bestia Oscura, quien fue arrestado mientras Lagarto escapaba.
Algún tiempo después, el Doctor Morbius descubrió al Lagarto y utilizó muestras de ADN del cadáver de Billy Connors para restaurar a Connors a la humanidad. Desafortunadamente, la psique del Lagarto todavía estaba presente y se hizo pasar por Connors para que se quedase solo. Lagarto / Connors liberó sangre en el suministro de aire del laboratorio para provocar que Morbius atacase a otros trabajadores. Lagarto / Connors luego intentó recrear su fórmula original de Lagarto para que pudiese cambiar de nuevo, pero la cura de Morbius en su lugar solo le permitió volver a crecer su brazo perdido. Lagarto / Connors luego inyectó a Max Modell y otros trabajadores de Horizon Lab con su fórmula para descubrir cómo «curarse» a sí mismo. Intentando parecer ser los Connors «normales», el Lagarto / Connors cortó su miembro nuevamente regenerado, pero el Lagarto comenzó a apreciar la vida humana, al punto que cuando encontró el suero de Lagarto correcto, contempló la opción de quedarse humano. Sin embargo, tomó la cura cuando el Hombre-Araña llegó y lo amenaza con reclusión en prisión. Esto dio como resultado otra forma simplificada y nueva. Se desarrolló una cura para los empleados de laboratorio que habían sido mutados, pero esta no funcionó para revertir esta nueva forma de Lagarto; en cambio, fue noqueado y llevado a La Balsa. Al visitarlo en la Balsa, el Hombre-Araña no sabía que el suero había restablecido la psique de Connors, quien decidió permanecer voluntariamente en prisión, ya que sentía que era lo justo, debido a sus acciones como el Lagarto.
Peter Parker (cuya mente quedó atrapada en el cuerpo agonizante del Doctor Pulpo) fue liberado de la Balsa por El Trampas, Hidromán y Escorpión. El Trampas ofreció liberar al Lagarto, pero Connors lo rechazó. Cuando Morbius –el Vampiro Viviente– logró escapar de su celda, el Lagarto señaló que todavía no tenía a dónde ir. Por razones desconocidas, Morbius luego liberó al Lagarto.
Al Lagarto se le encontró de nuevo en su celda, siendo uno de los pocos reclusos que quedaban para ser transportados fuera de la Balsa –ya abandonada–. Cuando Alistair Smythe intenta escapar de la Balsa, apagó temporalmente el poder de la prisión, dejando al Lagarto fuera de su celda. El Lagarto protegió a J. Jonah Jameson de Escorpión, revelando que conservaba la conciencia de Curt Connors, y que «nunca permitiría que los monstruos volviesen a ganar». Jameson defendió al Lagarto del guardián de la Balsa, llamándolo héroe y protestando por el uso de un dispositivo de contención, aunque el propio Lagarto prefirió ser cauteloso. Durante el último intento de fuga de Smythe, el Lagarto fue empalado por el hombro, pero logró sobrevivir.
Como parte del evento Marvel completamente nuevo, completamente diferente, y como parte de la historia de Los Muertos hacen más: la conspiración de los Clones, se mostró al Lagarto en la instalación de Andry Corrections. Él fue escoltado a la sala de visitas y sus restricciones fueron eliminadas. Después de que los guardias abandonasen la sala, Lagarto se encontró con el misterioso hombre vestido de rojo, quien entonces le dijo haberlo conocido como Curt Connors con anterioridad. Lagarto detectó ciertos olores familiares en el personaje; olores que no podían estar allí, y le adviertió que no jugase con el Lagarto. El hombre vestido de rojo respondió que él no es el Lagarto, que en su interior es Curt Connors, un prisionero modelo que salvó al alcalde J. Jonah Jameson y varios civiles anteriormente, y que está atrapado en el cuerpo de un monstruo. Lagarto lo ataca, exigiendo saber cómo podría estar allí presente la gente que estaba oliendo. El hombre le respondió que el Lagarto tenía habilidades que podía usar, y si escapaba y unía a él, podía darle cualquier cosa. Chasqueó los dedos y Martha Connors y Billy Connors dieron un paso adelante, mostrando que estaban de alguna manera vivos. El Lagarto aceptó unírsele con lágrimas en los ojos. Se reveló posteriormente que los revividos Martha y Billy Connors son clones que el hombre de traje rojo había reunido para cultivar clones con recuerdos falsos que abarcaban todo, hasta el momento de sus muertes. El Lagarto y un Electro con poderes debilitados fueron más tarde rescatados de la prisión por Rhino, enviado por el hombre vestido de rojo. Lagarto trabajó con Chacal en un procedimiento que devolvería sus poderes a Electro. La primera vez que fue interrumpido, Lagarto estaba presente cuando Chacal hizo que un invocado Francine apareciese, con el fin de convencer a Maxwell para seguir adelante con él. La segunda interrupción sucedió cuando Martha Connors informó a todos los presentes sobre un incendio en Edmond, Oklahoma del que ninguno de los dos era responsable. Al escapar de New U Technologies, el Hombre y la Mujer-Araña de Tierra-65 rápidamente incapacitaron a Lagarto. Cuando el Doctor Pulpo apretó un interruptor que activaba el Virus Carroña en todos los clones, haciendo que comenzaran a descomponerse rápidamente, Lagarto vio que Martha Connors y Billy Connors se vieron afectados. Durante la batalla subsiguiente, Lagarto se escapó con Martha y Billy, mientras prometía encontrar una manera de evitar que muriesen. En las alcantarillas de San Francisco, Lagarto salvó a Martha y Billy Connors del Virus Carroña, al inyectarlos con la fórmula Lagarto, convirtiendo a su esposa y su hijo en lagartos como él.

## Poderes y habilidades
El Dr. Curtis Connors adquirió poderes sobrehumanos como resultado de la exposición a la fórmula de Lagarto, lo que le permitió transformarse en el Lagarto. En forma humana, no tiene ninguno de sus poderes sobrehumanos, pero es muy inteligente y un científico bien conocido en los campos de la genética, la física, la bioquímica y la herpetología.
Cuando Connors se transforma en el Lagarto, su fuerza aumenta a niveles sobrehumanos. Del mismo modo, su velocidad, resistencia, agilidad y reflejos también se elevan a un nivel equivalente al del Hombre-Araña. También puede escalar paredes utilizando una combinación de sus garras afiladas y microescamas en sus manos y pies, que crean fricción molecular como las de un gecko. Es muy resistente a las lesiones debido a su piel escamosa y gruesa, lo que le permite resistir los pinchazos y laceraciones de las armas ordinarias y las armas de fuego de menor calibre. Además, el Lagarto tiene habilidades de sanación altamente mejoradas, que le permiten recuperarse rápidamente de heridas graves, incluida la regeneración de extremidades perdidas. Él también tiene una poderosa cola que puede batir a altas velocidades. El Lagarto tiene dientes afilados como cuchillas en mandíbulas musculosas que pueden causar una mordedura letal, características de sangre fría y, por lo tanto, es sensible a las caídas de temperatura; un entorno lo suficientemente frío hará que su metabolismo se desacelere drásticamente y adormezca si está expuesto a temperaturas frías durante demasiado tiempo.
El Lagarto puede comunicarse mentalmente y mandar a todos los reptilesen un radio de una milla, a través de telepatía limitada. También en al menos una ocasión ha secretado poderosas feromonas que causaron que los humanos cercanos se comportaran violentamente. En el arco Tras un Nuevo Día, una mejora adicional de su telepatía le otorgó el poder de obligar telepáticamente a los humanos a actuar de acuerdo con sus impulsos primarios, suprimiendo el control emocional en su amígdala (el «cerebro reptiliano»).
Con base en diversos factores fisiológicos y ambientales, la inteligencia del Lagarto puede ir desde la inteligencia bestial y animal hasta la inteligencia humana normal. La personalidad de Lizard se ha manifestado a menudo con inteligencia humana, capaz de hablar y razonar más, aunque algunas versiones han sido más salvajes que otras. Durante Las Guerras Secretas en particular, se mostró menos despiadado que su interpretación normal, mostrando preocupación por Volcana y la Avispa después de que le mostraron amabilidad a pesar de su usual desdén por los humanos. Sin embargo, incluso cuando opera al nivel de un humano, el Lagarto rara vez es tan inteligente como el Dr. Connors, mostrando en muchas ocasiones una incapacidad para comprender el trabajo de su ser humano y utilizarlo para promover sus propios fines a pesar de sus mejores esfuerzos.
El Lagarto aparentemente «destruyó» la personalidad de Curt Connors, pero posteriormente comenzó a mostrar algunas de las emociones humanas de él. En contraste con su naturaleza salvaje anterior, también ha demostrado capacidades intelectuales suficientes para replicar el trabajo de Connors para sí mismo, aunque todavía se ve obstaculizado por su incapacidad para comprender plenamente las emociones humanas.

## Otras versiones

### El Sorprendente Hombre-Araña: Renueve sus votos
En esta realidad basada en Las Guerras Secretas: Zona de Guerra, Billy usó el suero de Lagarto en sí mismo y está mutado como su padre (aunque él no tiene el control de sí mismo como Curt). Curt y Billy intentan entrar en instalaciones de alta tecnología en un intento por encontrar la tecnología de Regent para que Billy vuelva a la normalidad, pero se ven frustrados por el Hombre-Araña y su hija Spiderling. Después de derrotar a los reptiles padre e hijo en Oscorp, el Araña contacta a los 4 Fantásticos para ayudarlos a curar la enfermedad de Billy.

### Ultimate Marvel
La única historia cómica que presenta la versión del universo Ultimate Marvel de Lagarto apareció en Ultimate Marvel Team-Up # 10. El personaje ha aparecido en algunos números posteriores de Ultimate Spider-Man, pero solo en flashbacks y secuencias de sueños. En cuanto a su morfología, Lagarto parece estar basado en un basilisco y se presenta como menos inteligente que la iteración original de Marvel. El Dr. Curt Conners (con «e» en vez de «o» es un destacado genetista que perdió su brazo derecho en circunstancias no reveladas. Se dedicó a encontrar un medio para restaurar las extremidades perdidas estudiando las capacidades regenerativas de los reptiles. Sin embargo, después de cinco años sin grandes avances, sus patrocinadores estuvieron a punto de recortar sus fondos. Ahogando su desilusión con el alcohol, un Conners ebrio se inyectó un suero experimental en un intento desesperado de lograr resultados. El suero regeneró su brazo derecho, pero también transformó a Conners en una criatura reptil inhumana. Buscando refugio en las alcantarillas, se convirtió en una leyenda urbana llamada por la prensa "El Lagarto". Un simpatizante Hombre-Araña buscó a Lagarto que atacó al joven héroe hasta Hombre Cosa sucedió en la escena y restauró a Conners a la forma humana. El brazo derecho restaurado de Conners pronto se secó y murió. Sin embargo, su ADN permaneció irreparablemente dañado con potencial inactivo para una transformación posterior. Conners se separó de su esposa y su hijo por temor a su seguridad.
El Dr. Conners también creó involuntariamente la versión definitiva de Carnage utilizando ADN de Spider-Man y basándose en un análisis del trabajo de su viejo amigo Richard Parker en la demanda de Venom. Debido al caos subsiguiente, fue arrestado e Industrias Stark canceló su apoyo financiero de sus experimentos, pero su asistente Ben Reilly todavía tenía una muestra del ADN de Spider-Man, preparando el escenario para la Saga Clon definitiva. Fue visto por última vez en Ultimate Spider-Man # 127, donde el Dr. Conners fue indultado y reclutado por S.H.I.E.L.D., donde él y Tony Stark cuando el Triskellion fue destruido por Norman Osborn durante un escape.
Los primeros detalles de la historia del personaje coinciden con su contraparte 616, estudiando reptiles para arreglar su brazo (la causa de esto aún no se ha revelado), y la condición de él dejando a su esposa e hijo (Doris y Timmy) de miedo, volviendo al alcoholismo.

### Howard el humano
Durante la historia de Guerras Secretas, el dominio Battleworld de New Quack City tiene una versión de Curt Connors. Este Curt Connors es un lagarto antropomórfico resistente que trabaja de cantinero en un lugar que Howard el Humano visita con frecuencia.

### Exilios
El equipo heroico que salta a la realidad, los Exiliados, una vez se encontraron en una tierra alternativa donde el experimento de Connors (en este mundo para un brazo izquierdo en lugar de un derecho) había tomado un giro diferente. Sintiéndose a sí mismo como el Lagarto, Curt sintió la necesidad de "reproducirse" al inyectar inmediatamente la fórmula de Lagarto en otras personas. Infectó a su familia y ellos infectaron a otros, todos sintiendo el impulso de diseminar la transformación en Hombres-Lagarto. Las fuerzas de este mundo en particular finalmente lograron contener a los reptiles infectados detrás de las paredes hechas por el hombre, de varios kilómetros de largo. Cuando los Exiliados visitaron este mundo, descubrieron que Connors, que había vuelto a su forma humana un año antes, tenía la intención de detonar una bomba nuclear en un submarino abandonado para aniquilar a la raza de lagartos, pero pudieron convencerlo por argumentando que la lluvia radioactiva causaría más daño, particularmente porque los lagartos eran ahora meros herbívoros (aunque en parte debido a la ausencia de otros tipos de carne). Apesadumbrado por lo que había sido de su vida, Connors posteriormente se suicidó.

### Marvel 1602
En esta realidad, Curtis Connors es un filósofo que se infectó con la peste bubónica. Creó un elixir que lo transformó en una criatura reptiliana que se parecía a un Velociraptor, pero retuvo su mente. Trabajó con el barón Victor Octavius para capturar a la Araña.

### Marvel Noir
En la realidad de Marvel Noir, Curt Connors es un asistente del Dr. Otto Octavius. Operaron en un hospital abandonado en Ellis Island, donde usaron en secreto a hombres negros, secuestrados como sujetos de especímenes para convertirlos en esclavos sin sentido. Se desconoce qué le sucedió a Connors después de que las autoridades federales allanasen el hospital, aunque presuntamente fue arrestado entre los afiliados de Octavius.

### Marvel Zombis
En Marvel Zombis, el Lagarto, como casi cualquier otro héroe y villano, se ha convertido en un zombi. Esta encarnación particular del Lagarto aparentemente es destruida cuando varios héroes de poder cósmico lo destrozan mientras combaten (y comen) a Galactus.

### MC2
La familia Connors aparece en la primera historia de la serie Mr. y Mrs. Araña, ambientada en el universo MC2. Mary Jane consuela a una angustiada Martha cuando Curt desaparece de nuevo, mientras que Peter, ahora padre de su pequeña hija May ("Mayday"), es más reticente que antes a convertirse en Hombre-Araña. Finalmente, su esposa lo anima a buscar y evitar el último alboroto del Lagarto.

### Viejo Logan
Durante la historia del "Viejo Logan" que tiene lugar en la Tierra-807128, se revela que Lagarto ha reclamado territorio en Florida, donde ha tomado el nombre de Rey Lagarto.
En las páginas de "Dead Man Logan", se muestra que Joseph Manfredi y su banda trabajan para Lagarto, donde uno de sus hombres ha sido transformado con la fórmula de Lagarto. Después de que Logan corta el brazo de un hombre y la pierna de otro hombre mientras reclama su camioneta como su transporte, Manfredi organiza que los lleven a Lagarto para que pueda tratarlos. Se demostró que Lagarto reparó al que perdió la pierna y usó la fórmula del Lagarto en el que perdió el brazo.

### Spider-Gwen
En la Tierra-65, donde Gwen Stacy se convirtió en Mujer Araña luego de ser mordida por la araña, Peter Parker intenta vengarse de aquellos que lo intimidaron, convirtiéndose en la versión del Lagarto de este universo. Gwen lo somete, pero Peter terminó muriendo al final de la batalla debido a su uso de los productos químicos que lo transformaron. La Mujer-Araña es culpada por su muerte, causando un alboroto por su arresto, dirigido por J. Jonah Jameson, con Peter convirtiéndose esencialmente en el Tío Ben de Gwen, sirviendo como inspiración de la necesidad de usar sus poderes para ayudar a los demás.
Más tarde se reveló que Curt Connors era profesor en la escuela secundaria de Gwen y estudiaba genética de Lagarto, posiblemente involucrado en la transformación de Peter en Lagarto y en los recientes avistamientos de múltiples Lagartos que causaron estragos en la ciudad.

### Era Marvel
La historia de Lagarto es la misma en esta realidad. Spider-Man fue a Florida para investigar los avistamientos del "Hombre Lagarto". Spider-Man conoce a Martha Connors y descubre que Lagarto es su esposo, el Dr. Curt Connors. Después de hacer un antídoto, Spider-Man atrapa a Lagarto y usa el antídoto para restaurarlo a Curt Connors. Más tarde, Peter Parker le dijo a J. Jonah Jameson que el "Hombre Lagarto" era un engaño.

### Capitán América y Viuda Negra
Vennema Multiversal le lavó el cerebro a una versión de Lagarto que llevaba los tentáculos del Doctor Octopus, pero fue liberada y se unió a la batalla contra ellos.

## En otros medios

### Series de televisión
- Apareció en la serie de dibujos animados Hombre-Araña de 1967, con la voz de Gillie Fenwick. Esta versión se conoce como el Dr. Curt Conner. Representado por tener ambos brazos en el episodio "Donde se arrastra el Lagarto", su suero está destinado a curar la "fiebre del pantano". Más tarde, Conner aparece en el episodio "Fuente del terror", donde encuentra la Fuente de la Juventud y termina preso por alguien que se parece a Juan Ponce de León antes de que aparezca Spider-Man y la Fuente de la Juventud se destruya accidentalmente. Spider-Man logra rescatarlo después de derrotar a Harley Clivendon. En el episodio "Reptiles de Conner", aparece Lagarto nuevamente. Esta vez, con mayor inteligencia lo secuestraron. El episodio utiliza imágenes de "Where Crawls the Lizard", simplemente cambiando el orden de las escenas y las voces.
- Apareció en la serie de dibujos animados Hombre-Araña de 1981, con la voz de Corey Burton. Esta versión se presenta como un monstruo-villano sin mencionar a Curt Connors. En el episodio "Lizards, Lizards, Everywhere", él termina haciendo saltar a todos los reptiles del zoológico para hacer de Manhattan un paraíso para los reptiles. El Lagarto es derrotado por Spider-Man, dejándolo atrapado en una jaula de zoológico vacía.
- Curt Connors / Lizard aparece en Hombre-Araña, la Serie Animada, cada episodio, con la voz de Joseph Campanella. Esta versión fue retratada como poseyendo un intelecto genio pero también teniendo la mentalidad salvaje de los cómics. En su primera aparición en el episodio "La noche del lagarto ", el Dr. Connors se transforma en el Lagarto después de usarlo como sujeto de prueba con ADN de lagarto para regenerar su brazo derecho. Luego secuestra a su esposa, Margaret Connors, y lleva a Margaret a las alcantarillas para ayudar a completar su plan de convertir a Nueva York en lagartos, pero fue derrotado por Spider-Man y regresó a su forma humana. Curt tuvo muchas otras apariciones a lo largo de esta serie como personaje secundario. En los episodios "Tableta del tiempo" y "Los estragos del tiempo", Connors se convirtió nuevamente en el Lagarto durante el momento en que Melena de Plata obtuvo la Tabla del Tiempo. En el episodio "La pesadilla final", Connors se opuso a la destrucción de Farley Stillwell en la base de datos, ya que la necesita para una cura en el momento en que Spider-Man estaba luchando contra el Escorpión y el Buitre. Cuando Stillwell pregunta qué cura, Connors se convierte en el Lagarto y ataca a Farley solo para ser derribado por Spider-Man. En el episodio "El Rey Lagarto", algunos de los productos químicos de Connors mutaron algunas lagartijas de alcantarilla en lagartos humanoides que planean secuestrar a Connors. Cuando Connors vuelve a girar, hacen que el Lagarto sea su rey, lo que provoca que Margaret y Mary Jane Watson recurran a Debra Whitman para ayudar a crear una cura. Lagarto mutado Gila no quería seguir con los objetivos de los Hombres Lagarto y fue capaz de activar el dispositivo, restaurando al Lagarto y a los Hombres Lagarto en sus formas reales. En el episodio de tres partes "Guerras secretas", el Beyonder secuestró al Lagarto como uno de los villanos que se colocará en un planeta alienígena pacífico. Cuando Spider-Man ensambló a los 4 Fantásticos, Capitán América, Hombre de Hierro y Tormenta, el Lagarto atacó la base y solo fue repelido para que el Lagarto fuera atacado por los gigantescos gusanos de arena locales. Cuando el Lagarto quedó inconsciente por el ataque y la base fue reactivada por los relámpagos de Tormenta, Iron Man y el Señor Fantástico lograron usar una máquina para activar la parte latente de la mente de Lagarto, permitiendo que su parte humana de la mente se despertara.
- Curt Connors / Lagarto aparece en Hombre-Araña: las nuevas series animadas, con la voz del músico de rock / cineasta Rob Zombie. Esta versión es más seria y más fría que otras versiones, y perdió su brazo derecho como resultado de un accidente de prueba debido a la Ronda de Fragmentación de Explosivos de Área Amplia (WAFER), armas de Industrias Oscorp. La apariencia física de Lizard es mucho más animal y sauriana que la versión de cómic. En el episodio "Ley de la selva", el Dr. Connors todavía está amargado por la pérdida de su brazo derecho. Cuando se transforma, el lagarto se vuelve agresivo y salvaje, pero mantiene su capacidad de hablar, al menos cuando su suero disminuye. Él va a Oscorp en busca de venganza. Durante una batalla con Spider-Man, el brazo del Lagarto se corta de nuevo. En un momento dado, el Hombre-Araña cuelga el Lagarto de una red mientras está conectado a un helicóptero. Spider-Man intenta razonar con él, pero el Lagarto salta, cortando la red y causando que la amenaza de los reptiles caiga en su aparente muerte.
- También aparece en la serie animada The Spectacular Spider-Man con Dee Bradley Baker retomando el papel de los videojuegos Spider-Man y Spider-Man 2: Enter Electro. En el 3.er episodio ("Selección Natural") se convierte en el Lagarto tras inyectarse su fórmula modificada por una descarga hecha por Electro (en el capítulo anterior), pero al final, Spider-Man logra hacerle tragar al Lagarto el antídoto, regresando a Connors a la normalidad. En la segunda temporada, el científico Miles Warren se venga con la amenaza de informar de los propios experimentos de Curt sobre sí mismo, y revelar cómo su proyecto de regeneración miembro humano lo convirtió en el lagarto. Con el tiempo, Curt y su familia decidieron mudarse a Florida.
- Aparece en la primera temporada de Ultimate Spider-Man interpretada inicialmente por Tom Kenny (en la primera temporada),[86] y más tarde por Dee Bradley Baker (para las temporadas posteriores).[87] Esta versión del Dr. Connors es un científico de S.H.I.E.L.D., y se introduce con ambos brazos hasta en la temporada final donde su brazo derecho está severamente dañado (y más tarde tiene que ser amputado) a causa de los ataques del Duende Verde en el Helicarrier y en la segunda temporada, que si lo será como:
  - En el episodio 1, "El Lagarto" cuando el Dr. Connors después de perder su brazo, él y Spider-Man investigan al Doctor Octopus teniendo diversas fórmulas de ADN de los animales (siendo ejemplos de ADN lagarto, rinoceronte, escorpión y buitre). Fascinado por sus beneficios médicos potenciales, Connors se inyecta a sí mismo con el ADN de lagarto con el fin de salvar a Spider-Man al partir un Octobot. La primera dosis restaura su brazo derecho (aunque cubiertos de escamas verdes) pero las dosis posteriores con el tiempo se vuelven a sí mismo en el Lagarto. A medida que vaya menos inteligente y más agresivo, el Lagarto va en busca de Doc Ock para más fórmula con Spider-Man lo siguiente. Después de luchar tanto con el Dr. Octopus y el Lagarto, Spider-Man utiliza la tecnología de Doc Ock para hacer un antídoto que hace con éxito al Lagarto volviéndolo humano de nuevo.
  - En el episodio 6, "Los Seis Siniestros", el Dr. Octopus secuestra a Connors y con fuerza lo convierte en el Lagarto y es controlado con un dispositivo plantado en la parte posterior de su cuello para ser miembro de los Seis Siniestros, junto con Electro, Kraven el Cazador, Rhino y Escarabajo. Cuando el equipo de Spider-Man derrota a los Seis Siniestros, el Lagarto evade la captura tras un avance del dispositivo de Doc Ock y escapa por las alcantarillas.
  - En el episodio 19, "Stan a mi Lado", él roba el equipamiento de su zona periférica secundaria cuando Phil Coulson, Mary Jane Watson y Harry Osborn resultan ser cercanos, provocando un enfrentamiento contra el Hombre-Araña y Stan el Conserje. La máquina que el Lagarto ha construido le permitió mantener su lado humano en estado latente. El Lagarto tiene éxito al quitar su lado humano en estado latente y se escapa después de haber sido rechazado por el Araña, Coulson, los estudiantes y Stan el Conserje.
  - En el episodio 25, "El Regreso de los Seis Siniestros", el Lagarto luce un atuendo blindado gracias a la tecnología OsCorp robado. En las alcantarillas, el Lagarto lucha contra el Araña y Patriota de Hierro. Después de que el Lagarto termina en fuga, el Hombre-Araña y el Patriota descubren una receta de antídoto que escribió el Lagarto. En la isla Ryker, el Lagarto más tarde acompaña al Dr. Octopus, Electro, Kraven, Rhino y Escorpión como unos blindados Seis Siniestros que atacan al Hombre-Araña. Cuando el equipo del Hombre-Araña y el Patriota luchan contra los Seis Siniestros, el Araña lucha contra el Lagarto dentro de la isla Ryker y trata de llegar a él. Con el tiempo, el Araña restaura con éxito a Connors, y da gracias a Spider-Man para él en restaurarlo a la normalidad.
  - En el episodio 26, "Ataque Inigualable", Connors (a través de Coulson) suministra a Spider-Man con un antídoto para el Duende. Después de que el Araña restaura a su equipo con el antídoto de Connors y luego vence el Duende, Connors determina que va a tomar algún tiempo para revertir el Duende de nuevo a un ser humano.
- Regresa en la tercera (que no será el Lagarto):
  - En el episodio 3, "El Agente Venom", cuando Connors le ofrece al Araña con dispositivos simbionte de contención y descubre que Flash Thompson es acogido como un huésped perfecto por el simbionte Venom.
  - En el episodio 16, "Rhino Enfurecido", trató de volver a Rhino de nuevo a un ser humano, pero le fue inútil.
- En la cuarta temporada, regresará nuevamente como el Lagarto y de no serlo:
  - En el episodio 5, "Lagartos", el Dr. Connors se convierte nuevamente en el Lagarto sin alguna razón, pero que al morder, convierte a sus víctimas en lagartos, provocando una plaga en el Triskelion al cerrarse para que no infecten al mundo. El uso de un dispositivo atmosférica en el laboratorio de Leo Fitz y Jemma Simmons, luego que Connors controlará su lado reptil, Spider-Man fue capaz de distribuir la cura de suero restante a través de la ventilación, que curó a todos. Al ser curado, se descubre que Rhino era el espía al estar detrás de todo por el Dr. Octopus.
  - En el episodio 8, "El Anti-Venom", Connors también proporciona el estado de Harry como el Patriota después de que ser expuesto por el Anti-Venom.
  - En el episodio 10, "Los Nuevos 6 Siniestros, Pt. 1", proporciona a Spider-Man la clave de su dispositivo anti-HYDRA.
  - En el episodio 12, "La Agente Web", Connors descifra con Spider-Man la caja de una llave que trajo Nova, sobre la desaparición de Nick Fury.
  - En el episodio 13, "La Saga Simbionte, Pt. 1", proporcionó un informe mixto sobre la recuperación de Venom de Flash.
  - En el episodio 16, "Regreso al Univers-Araña, Pt. 1", se muestra una versión alternativa de Lagarto que vive en un mundo infestado de vampiros en la que también es parte vampiro y se conoce como "Rey Lagarto" (también la voz de Dee Bradley Baker). Colaboró con un suplente de Spider-Man llama Wolf-Spider en una trama para obtener el fragmento del Sitio Peligroso y bloquear el sol para que los vampiros pueden gobernar la Tierra. Tras la obtención de la muestra de sangre de Blood Spider mordido recientemente, Spider-Man y Chico Arácnido combinan sus muestras de sangre con el Sitio Peligroso y una luz UV que se utiliza para curar a todos. Mientras el Rey Lagarto fue retrocedido de nuevo a Curt Connors, Wolf-Spider afirmó el fragmento del Sitio Peligroso que Spider-Man y Chico Arácnido estaban buscando, causando que ellos van para pasar a la siguiente realidad, con Wolf-Spider no se quedará atrás.
  - En el episodio 23, "Los Destructores de Arañas, Pt. 3", el Dr. Connors analiza a los Spider-Slayers al ser sintezoides como Araña Escarlata y de inventar 4 contenedores para mantenerse en su estado.
  - En los episodios 25 y 26, "Día de Graduación, Pt. 1 y 2", será reemplazado por Crossbones, en transformarse en el nuevo Lagarto por el Doctor Octopus. El Dr. Connors asiste a la ceremonia de graduación hasta que él y otros son atrapados por un campo de fuerza del Triskelion por el Dr. Octopus. Cuando al final, es liberado por Spider-Man.
- El Lagarto aparece en la nueva serie Spider-Man[88] con la voz de Yuri Lowenthal.[89] Esta versión de Curt Connors se representa como un científico que trabaja para Oscorp. En el episodio "El Surgimiento de Doc Ock" Pt. 2, Connors se encuentra con el proyecto de Oscorp que implica volver a crecer las armas con ADN de reptil. Cuando toma una muestra no mejorada para usar para regenerar su brazo perdido, lo convierte en Lagarto donde apunta a Norman Osborn. Después de que Lagarto es sometido en Oscorp, Norman Osborn está secretamente detrás de la cura ya que quiere manipular los eventos para que Otto Octavius esté de su lado. Cuando Lagarto se libera y Otto Octavius usa una fórmula con datos corruptos sobre Lagarto y lo convierte en un monstruo gigante de lagarto. Al aislar la muestra de ADN, Spider-Man y Spider-Man II pudieron encontrar una cura para usar en la parte débil de la cabeza de Lagarto para restaurarlo a la normalidad. En "Spider Island" Pt. 5, Connors fue uno de los miles mutados en Man-Spiders de los productos químicos Spider de Chacal curados por Kid Arachnid. En "Goblin War" Pt. 4, se puede ver a Connors presenciando a Otto derrotar al Rey Duende y morir en los brazos de Spider-Man. En "Web of Venom" Pt. 1, Connors es contratado para ser el maestro biomecánico de Horizon High y ayudó a Spider-Man, Grady Scraps y Max Modell a derrotar al Tecnívoro. Pero en "Web of Venom" Pt. 2, se revela que Connors enmarcó a Grady por el alboroto de Tecnívoro bajo las órdenes de su misterioso empleador. Después de revelar las "operaciones corruptas" de Max con el simbionte Venom a la junta escolar, Max es puesto bajo investigación mientras Connors comanda el laboratorio de Max. En "Spider-Man Unmasked", Connors chantajea a Spider-Man para que se desenmascare ante la junta escolar, lo que provoca que Max sea despedido y Connors se convierta en el director interino de Horizon High hasta el final del período. En "Generaciones" Pt. 2, se revela que Connors colaboró con Norman a cambio de una cura para el suero de lagarto, solo para transformarse en el Lagarto nuevamente cuando se entera de que nunca hubo uno. Con la conspiración de Norman expuesta, Max recupera su antiguo trabajo.
- Una variante femenina del Doctor Connors aparece en la serie animada de Disney+ Your Friendly Neighborhood Spider-Man (2024).

### Películas
- Curt Connors apareció en la Trilogía del Hombre-Araña de Sam Raimi, interpretado por Dylan Baker:
  - Connors es mencionado brevemente en la película Hombre-Araña (2002), como supervisor del laboratorio de Peter quién lo despide por llegar tarde.
  - Connors reaparece en Hombre-Araña 2 (2004), donde es representado como un profesor de física de la Universidad de Columbia preocupado por el bienestar y el rendimiento académico de Peter Parker en su curso de mecánica cuántica, así como un excompañero de clase y amigo de Otto Octavius mientras estaba en la universidad.
  - Connors reaparece por segunda y última vez en Hombre-Araña 3 (2007), donde es recurrido por Peter para analizar una pieza de un simbionte alienígena que había adquirido.
  - En la cancelada cuarta entrega de la saga, se vería la transformación del doctor Connors a su malvado alter ego según palabras de Sam Raimi.[90]
- Rhys Ifans interpreta al Dr. Curt Connors / Lagarto en dos películas de acción real antes desconectadas.[91] Esta versión es un biólogo de Oscorp y ex socio de Richard Parker, cuya investigación se centró en la combinación genética de rasgos animales con humanos para mejorar la salud. Connors es retratado como un individuo algo comprensivo, pero equivocado, que se ve impulsado por la pérdida de su brazo derecho y el deseo de hacer el bien genuino, mientras que su alter ego Lagarto es mucho más salvaje, pero conserva la inteligencia de Connors y finalmente se hace cargo de su cuerpo.
  - Connors aparece por primera vez en la película de Sony El Sorprendente Hombre-Araña (2012). El se amigo del hijo de Richard, Peter después de que este último encuentra las notas de su padre y visita a Connors para continuar lo que él y Richard comenzaron. Los dos formulan con éxito un suero juntos, que Connors, después de ser despedido de Oscorp por negarse a apresurarse a realizar pruebas en humanos, se inyecta a sí mismo. El suero regenera el brazo perdido de Connors, pero finalmente lo muta en el Lagarto, que se desenfrena hasta que Spider-Man interviene. Escapando a las alcantarillas, Connors se revierte, desarrolla una obsesión con sus nuevas habilidades, construye un laboratorio improvisado fuera del sitio y experimenta más en sí mismo debido a los químicos que afectan su mente. Después de que el Lagarto descubre la identidad secreta de Spider-Man, desarrolla una mente propia y se afirma a sí mismo como la personalidad dominante, buscando mutar a todo Nueva York en lagartos como él. Sin embargo, el hombre araña frustra sus planes y cura a Connors. Con la personalidad del Lagarto desaparecida y su cordura restaurada, Connors se rinde a las autoridades. En la escena durante los créditos de la película, Connors es enviado al Hospital Psiquiátrico de Beloit, donde habla con un hombre misterioso sobre el conocimiento que los Parker tienen de él, que pregunta si Connors le contó a Peter la verdad sobre su padre; Connors responde que no, y exige que deje a Peter en paz.
  - Ifans repetirá su papel como el Lagarto en la próxima película del Universo cinematográfico de Marvel (UCM) Spider-Man: No Way Home (2021).[92] A la mitad de los eventos de The Amazing Spider-Man, Connors termina en otro universo y, entre otros supervillanos desplazados del universo, es rápidamente capturado por su versión de Peter Parker. Parker ofrece a los villanos curas para evitar su destino original al regresar a sus respectivos universos, pero Duende Verde los convence para que se defiendan. Más tarde, Connors se une al Hombre de Arena y Electro en la lucha contra Spider-Man y dos versiones alternativas del universo de sí mismo, incluida la versión de Lagarto de Spider-Man, pero finalmente es derrotado y curado por Parker, volviendo a su forma humana. Durante el ataque posterior del Duende Verde, Connors casi cae y muere, pero es atrapado por un Parker alternativo. Posteriormente, Doctor Strange lanza un hechizo para devolver a los individuos desplazados a sus universos originales.
- La versión de Spider-Gwen de Lagarto hace una breve aparición en la película animada Hombre-Araña: un nuevo universo. En un flashback, Spider-Woman derrota al Lagarto, quien vuelve a ser Peter Parker y muere en sus brazos.[93]

### Videojuegos
- La primera aparición de Lagarto en un videojuego fue en el juego Hombre-Araña Questprobe de 1984, donde se agregaron gráficos en una aventura de texto.
- Lagarto apareció en el juego de arcade de Sega Hombre-Araña beat-em-up de 1991.
- En El Sorprendente Hombre-Araña para Game Boy, Lagarto sale de la alcantarilla para atacar a Spider-Man. Reaparece en la secuela.
- En El Sorprendente Hombre-Araña contra El Rey, Lagarto aparece como un jefe.
- En el juego de video Super NES y Genesis Spider-Man Animated Series, Lagarto es el jefe de las alcantarillas en cada etapa del juego (excepto el Puente de Brooklyn y la Prisión Ravencroft). Es opcional y puede evitarse para escapar de las alcantarillas. Cuando es derrotado, se transforma nuevamente en el Dr. Connors, pero un ataque a Connors en la versión SNES hará que cambie y se vuelva más poderoso. En la versión Génesis, volverá a cambiar automáticamente después de un corto tiempo, sin embargo, no se volverá invencible ni más fuerte. También es un mini jefe en el nivel final de la versión de SNES, donde no puede ser atacado después de convertirse en Connors.
- Lagarto fue el jefe del videojuego de Super Famicom, Spider-Man: Lethal Foes, lanzado exclusivamente en Japón.
- Lagarto apareció en el primer videojuego de ambiente Spider-Man 3-D de Neversoft, con la voz de Dee Bradley Baker. Lagarto tiene un pequeño papel en el juego, atrapado detrás de una jaula en las alcantarillas de Nueva York. Lagarto revela que Venom había tomado el control de un grupo de lagartos que él creó y lo encarceló. Aquí, Lagarto es el único villano contra el que no se pelea.
- Curt Connors / Lagarto aparece en la secuela del juego 3-D Neversoft Spider-Man 2: Enter Electro, otra vez con la voz de Dee Bradley Baker. Curt Connors se vio al principio del juego cuando Electro irrumpe en ESU para localizar un dispositivo para amplificar sus poderes: el dispositivo Bio-Nexus. Le pega a Connors y le roba el dispositivo. Más tarde, Spider-Man intenta llamar a Connors por teléfono pero sin éxito. Lagarto es un personaje jefe. Asemejándose a un Velociraptor, el lagarto sin sentido se arrastra alrededor de su laboratorio y debe ser derrotado nuevamente inyectándole una cura.
- El Dr. Curt Connors hizo una aparición menor en el juego de consola Spider-Man 2, con la voz de Joe Alaskey. Originalmente, se suponía que Lizard se había incluido en este videojuego en particular e incluso se destacó en algunos materiales promocionales antes de ser retirado repentinamente. Sin embargo, hay algunos indicios de que el Lagarto todavía estaría en el juego, como el uso del color verde (el color de su alter ego) en su laboratorio, el Doctor Octopus rompiendo el brazo del Dr. Connors, las criaturas parecidas a reptiles que aparecen en el Área de Lucha, el editor hex que contiene una máscara llamada Lagarto. Lagarto apareció como un jefe de nivel en las versiones de Game Boy Advance y Nintendo DS.
- Lagarto aparece como un mini-jefe en el videojuego de rol Marvel: Ultimate Alliance de 2006, con la voz de James Arnold Taylor. Él es visto como un miembro de los Maestros del Mal del Doctor Muerte. En el juego, aparece junto al Escorpión custodiando a un Tyr recién derrotado. Él y Escorpión tienen un diálogo especial con Spider-Man. Un disco de simulación tiene a los héroes luchando contra Lagarto, y observa la conexión con Connors, pero Lagarto ignora casualmente la mención del nombre de su alter ego y ataca de todos modos.
- Lagarto es un personaje importante en el videojuego Spider-Man 3 con la voz de Nathan Carlson. En el juego, se crea cuando el Dr. Connors se inyecta un suero experimental para volver a crecer su brazo perdido. Al igual que en los cómics, el objetivo del Lagarto parece ser reemplazar a la humanidad con una raza de reptiles. Kraven el Cazador cree que el Lagarto sería un trofeo digno, pero cuando está a punto de matarlo, Spider-Man con su traje negro lo detiene. El lagarto intenta escapar mientras Spider-Man y Kraven luchan, pero Calypso, que le ha proporcionado a Kraven varias pociones para aumentar su fuerza, drena al lagarto en un intento por hacerle la presa más digna, lo que lo transforma en un "Mega enorme". Lagarto "(en las versiones de Wii y PS2, Conners se convierte en el mega-lagarto al inyectarse una mayor cantidad de su suero después de haber sido herido de muerte por Kraven). Después de que Kraven es derrotado y atrapado, Spider-Man logra derrotar al gigante Lagarto y se transforma de nuevo en Connors. Spider-Man más tarde le pediría a Connors que analizara el traje negro a cambio de que él salvara la vida de Connors. Él y Spider-Man también recuperan un confundido.El Dr. Michael Morbius y la búsqueda de una cura para su condición vampírica y su esposa Francis Barrison. En las versiones de PS3 y Xbox 360 del juego, Connors y Spider-Man colaboran para dispersar un antídoto gaseoso que convertirá a esas personas que Connors transformó en lagartos en su ser humano, ya que Connors ayudará a Spider-Man con su análisis sobre su traje negro.
- Lagarto aparece como un aliado jugable en Spider-Man: Friend or Foe, con la voz de Roger L. Jackson. Spider-Man lo encuentra en un oasis en Egipto cuando el lagarto está viajando por el mundo en busca de una cura donde no puede encontrar una planta mítica. Se le presenta como una figura mucho más heroica y no duda en unirse a Spider-Man en su misión después de defenderse de un soldado PHANTOM.
- Lagarto aparece en el videojuego de 2009 Marvel: Ultimate Alliance 2, con la voz de Marc Samuel. Es un jefe exclusivo de las versiones de Wii, NDS, PS2 y PSP del juego. Aparece como uno de los villanos controlados por el Fold. Lagarto ataca a los héroes en el portal que sale de la prisión de la Zona Negativa junto a Electro, Gárgola Gris y Quemador.
- El Lagarto aparece en The Amazing Spider-Man, después de los acontecimientos de la película. Cuando Spider-Man libera al Dr. Connors del Hospital Psiquiátrico de Beloit, lo refugia en la casa del amigo de la tía May, para ayudar a crear una cura contra unas especies cruzadas que escaparon de Oscorp. Con el fin de crear la cura, Connors necesita de sus viejas notas de investigación. Después de Spider-Man recupera las notas, y después de que Connors paga por el equipo de laboratorio necesario el uso de tarjeta de crédito de Stan se determina que necesitan una muestra de sangre de una de las especies cruzadas, alimañas, para completar el antídoto. Spider-Man recupera la sangre y da la cura al doctor Alistair Smythe, pero un desconocido resultado de defectos en la "cura" paraliza las piernas de Smythe y lo conduce a la locura. Cuando Spider-Man se enfrenta al doctor Connors acerca de la curación que aparentemente fracasó, Connors se da cuenta de Spider-Man es la cura, siendo inmune al virus entre especies debido a su sangre que refleja la perfecta mezcla de humano y animal. El uso de la sangre de Spider-Man, Connors hace una cura adecuada y Spider-Man salva a Gwen Stacy. Por desgracia, cuando Spider-Man vuelve, el doctor Connors ha sido secuestrado por Alistair, y el posterior intento de Spider-Man para rescatar a Connors, en él como resultados de parecer que pierde sus poderes debido a una inyección de nanobots de Smythe. Al no tener otra opción, Connors se transforma en el Lagarto de nuevo y es capaz de mantener el control de sí mismo lo suficiente como para destruir los robots de Smythe, dando tiempo a Spider-Man para encontrar una manera de destruir los nanobots dentro de él y así restaurar sus poderes. Spider-Man entonces persigue a Connors a través de las alcantarillas, y, después de una dura batalla larga, lo cura de nuevo. Connors regresa de nuevo al asilo que fue encerrado anteriormente.
- Lagarto aparece en Marvel Super Hero Squad Online.
- Lagarto y Curt Connors aparecen en Lego Marvel Super Heroes,[94] con la voz de Steven Blum. En una misión adicional en la Casa de Reptiles del Zoológico de Central Park, el Dr. Connors estaba perfeccionando su suero donde se convierte en Lagarto. Spider-Man y Thing son capaces de derrotar a Lagarto y detener sus experimentos.
- Lagarto aparece en Marvel Heroes. En la misión de una sola vez en la que aparece, Lagarto sale de la prisión y manda a Calvin Zabo donde se dirigen al laboratorio oculto de Lagarto en el zoológico del Bronx. Una vez que Calvin Zabo se convierte en Mister Hyde, inyecta a Lagarto con su suero Hyde convirtiéndolo en una versión más poderosa de sí mismo, ya que Mister Hyde planea usar su suero Lagarto / suero Hyde para agregar al suministro de agua del zoológico Bronx, lo que da como resultado híbridos similares a los lagartos: Monos-Lagarto, Osos-Lagarto, Murciélagos-Lagarto, Jirafas-Lagarto, y Tiburones-Lagarto.
- Lagarto es un jefe en el Facebook del juego Marvel: Avengers Alliance y también un villano caja de seguridad para PVP Temporada 27.
- Lagarto aparece como un jefe en Marvel: Avengers Alliance 2.[95]
- Lagarto es un personaje jugable y un villano en Marvel Future Fight.
- Lagarto aparece como un personaje jugable en Lego Marvel Super Heroes 2.[96]